# Kure
Kure (japanska: 呉市?, Kure-shi) är en stad i Hiroshima prefektur i Japan. Staden fick stadsrättigheter 1902 och har sedan 2016
status som kärnstad (japanska: 中核市?, Chūkakushi) enligt lagen om lokalt självstyre.
Kure är en hamnstad ca 20 km sydöst om Hiroshima vid Japanska innanhavet. Mellan 1886 och 1945 var det en viktig flottbas med varv för den japanska krigsflottan. 